# Thermes de Massaciuccoli
Les Thermes de Massaciuccoli (en italien : Terme di Massaciuccoli) font partie des vestiges de la Villa dei Venulei située à Massaciuccoli, une frazione de la commune de Massarosa dans la province de Lucques en Toscane),.

## Description
Les thermes romains sont situés au pied du Mont Aquilata et constituent une partie des sites archéologiques les plus importants de la Versilia.
Ce site  remonte aux Ier et IIe siècles et fait partie intégrante de la Villa dei Vanulei qui surplombait les thermes. Le complexe résidentiel de la famille pisane Venulei était construit sur deux terrasses : la terrasse supérieure était dédiée aux zones résidentielles et la terrasse inférieure où se trouvaient un grand nymphée et les thermes. Le système de chauffage utilisait des tuyaux en terre cuite qui traversaient les cavités des sols et des murs ; ce système était si efficace que dans les environnements les plus chauds, la température atteignait même 50 à −60 °C.
Cette zone archéologique fait partie du Parc naturel de Migliarino-San Rossore-Massaciuccoli.

## Galerie

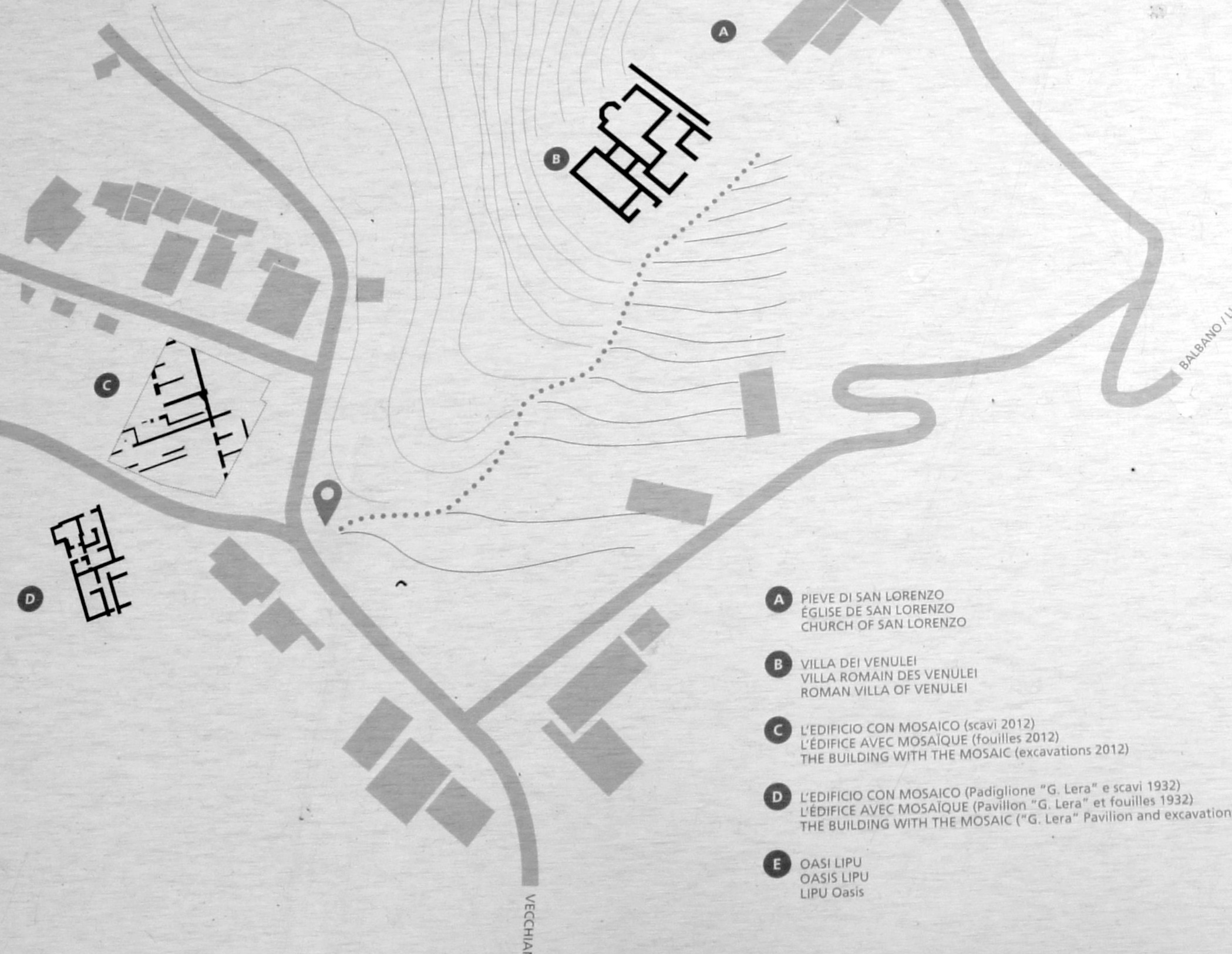
Plan de Massaciuccoli.
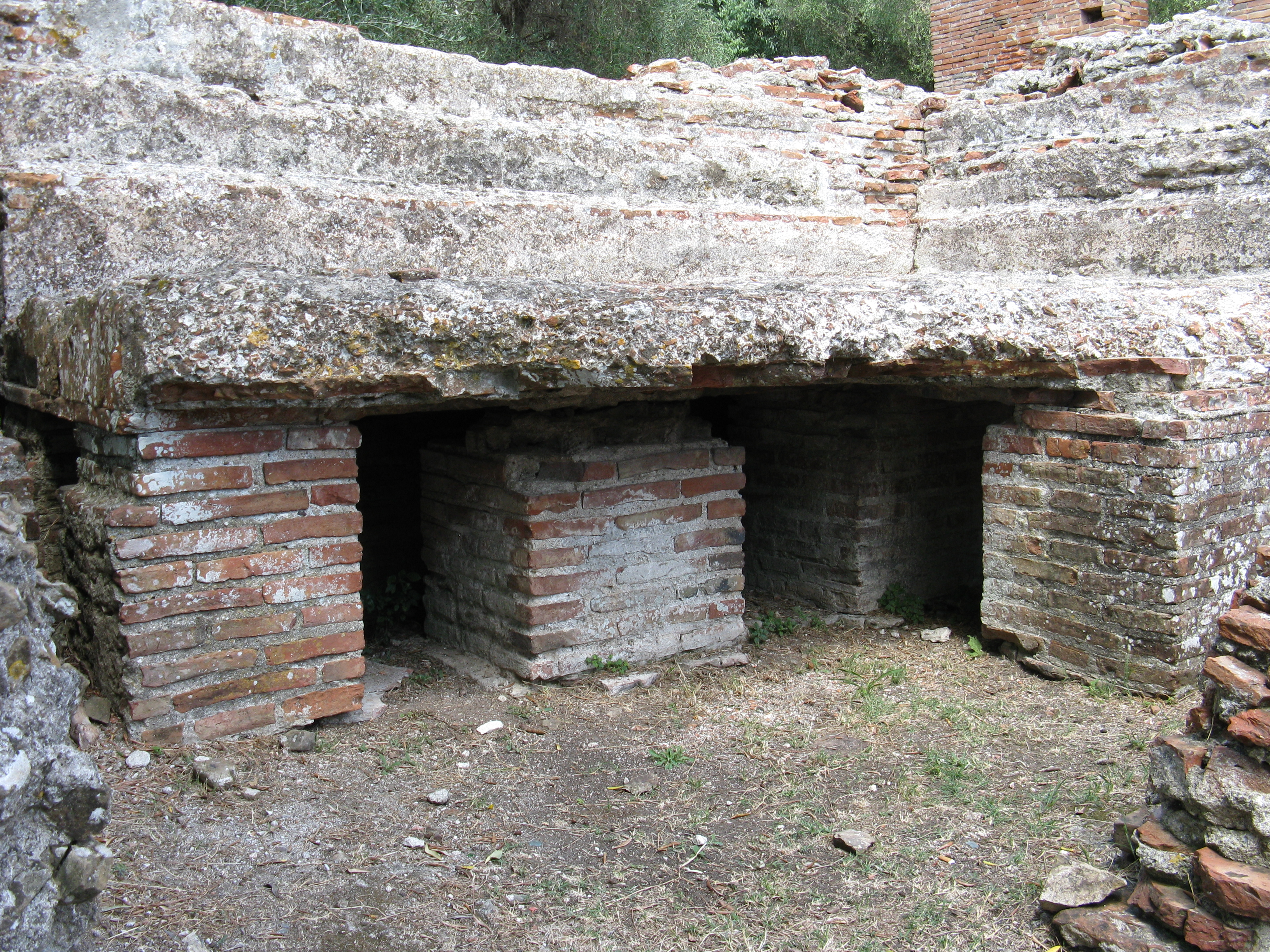
Intérieur du caldarium.
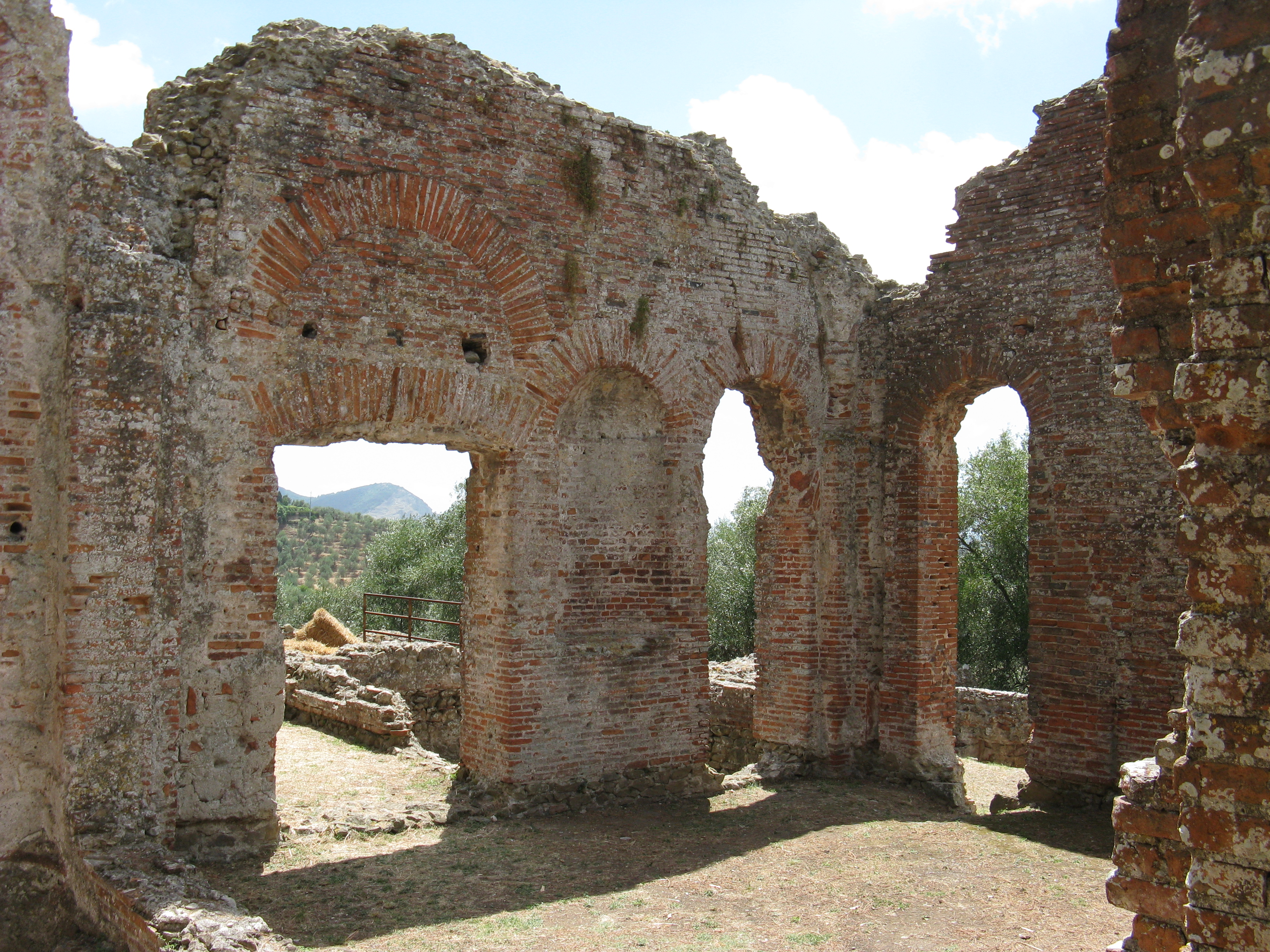
Le frigidarium.